# Antoine Porcu
Pour les articles homonymes, voir Porcu.
Antoine Porcu, né le 29 août 1926 à Longwy et mort le 1er mars 2017 à Saint-Martin-de-Crau, est un homme politique français, député, membre du PCF.

## Biographie
Il est le fils de Maria-Luisa et de Luca, originaires de Sardaigne. Il a six frères et sœurs, Jean-Marie, Inès, Mathilde, Attilio, Victor et une seconde Mathilde, nés respectivement en 1920, 1922, 1923 1928, 1929, et 1934.
En 1949, il se marie avec Maria Rossi, originaire d'Italie du Nord. Elle décède en 1973 d'un cancer. Il se remarie en 1978 avec Jacqueline Rosniakowski, fille de la résistante Françoise Liberator, qui a déjà deux filles d'une précédente union.
Il a un fils, Jean-Marie, qui a lui-même eu trois fils.
Il adhère au PCF en septembre 1943. De 1973 à 1985, il est conseiller général du canton de Villerupt. Il est député de la 7e circonscription de Meurthe-et-Moselle de 1978 à 1981.
En 1981, il est nommé membre du cabinet de Charles Fiterman, ministre des Transports, où il est chargé des relations avec les élus et le Parlement. Il est ensuite président de l' Office national de la navigation (ONN) de 1984 à 1987.
En 2000, il est fait officier de la Légion d'honneur.

## Ouvrages
- Aventures et mésaventures d'un Franco-Sarde atypique, préface de Gilles Perrault, Digraphe, 1999, 216 p.
- Héroïques : Ils étaient communistes, Le Geai bleu, 2003, 191 p.
- Héroïques femmes en résistance Tome I, Le Geai bleu, 2006, 192 p.
- Héroïques femmes en résistance Tome II, Le Geai bleu, 2007, 208 p.